# Neu St. Alban

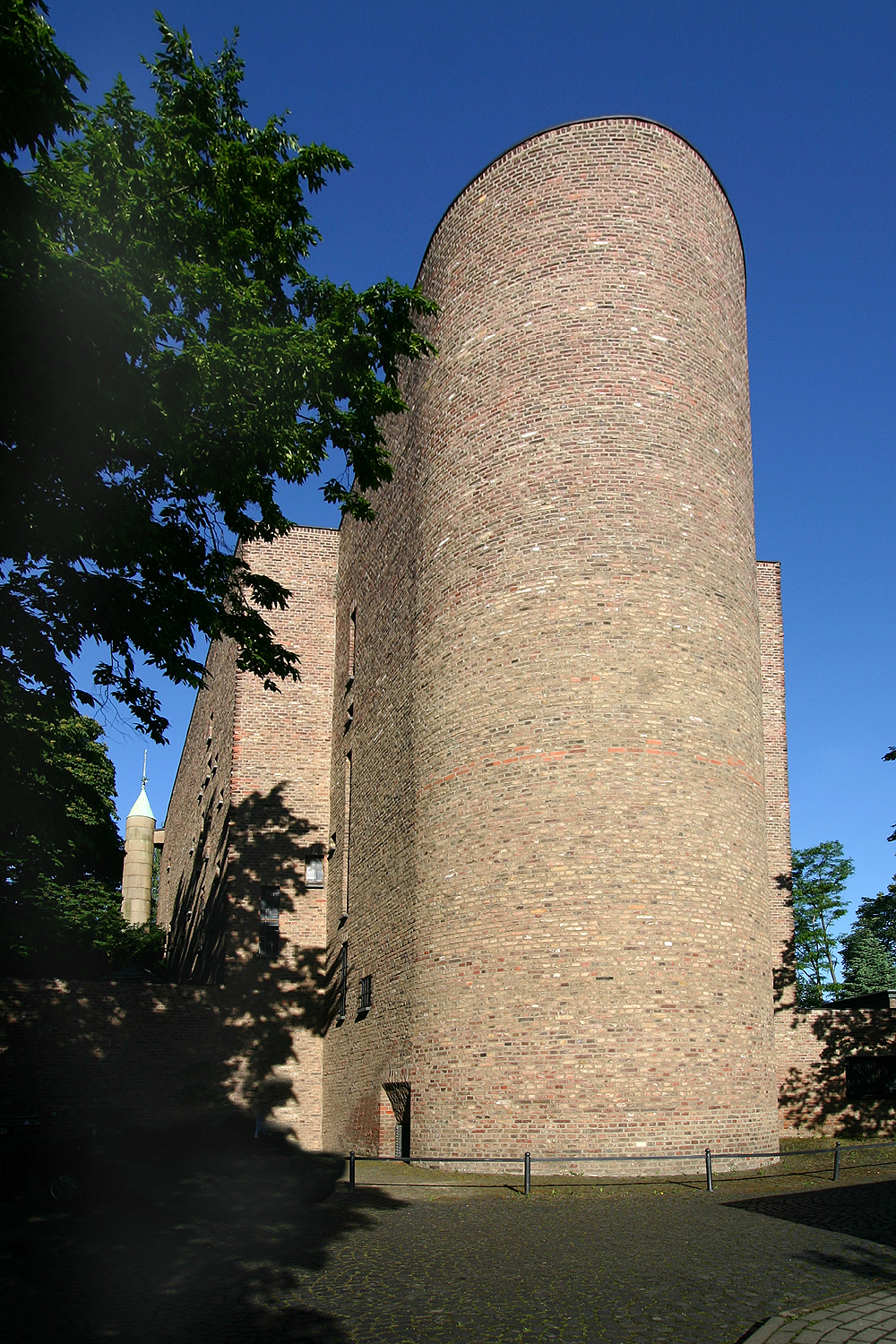
Apsis St. Alban

Neu St. Alban ist eine Pfarrkirche im Kölner Stadtteil Neustadt-Nord in der Nordecke des Stadtgartens. Die Kirche wurde in den Jahren 1958/1959 nach Plänen von Hans Schilling aus Trümmerziegeln errichtet. Unter anderem wurde Baumaterial der im Zweiten Weltkrieg leicht beschädigten und 1958 abgerissenen Oper Köln verwendet. Von der Kirche Alt St. Alban neben dem Gürzenich wurden erhalten gebliebene Ausstattungsstücke übernommen.

## Baugeschichte

### Vorgeschichte

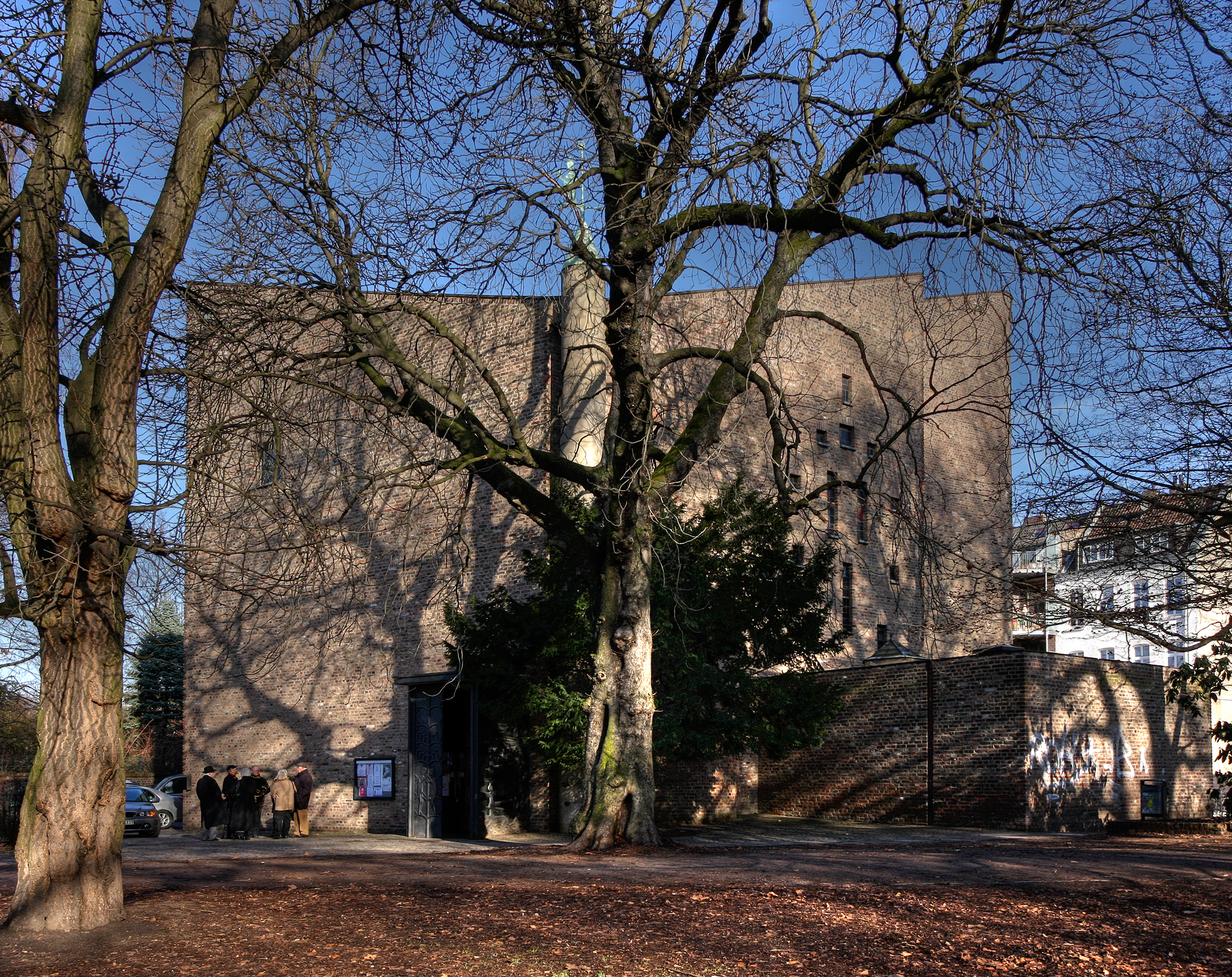
Südseite und Eingangsbereich der Kirche liegen zum Stadtgarten hin.

Nach dem Zweiten Weltkrieg erschien ein Wiederaufbau der stark zerstörten romanischen Kirche St. Alban nicht sinnvoll. Die Stadt war am Kirchengrundstück interessiert für den Wiederaufbau des Gürzenichs zu einem modernen Veranstaltungszentrum. Das Erzbistum war bestrebt, das Kirchspiel in der weitgehend menschenleeren Innenstadt auf die benachbarten Gemeinden aufzuteilen. Nachdem man sich mit der Stadt geeinigt hatte, die Ruine als Gedenkstätte einzurichten und die Konrad-von-Parzham-Kapelle im Turm wiederherzurichten und dem Erzbistum zur Nutzung zur Verfügung zu stellen, kam ein Grundstückstausch mit städtischem Land am Stadtgarten und der Gilbachstraße zustande. Die neu zu bildende Gemeinde wurde aus Teilen der Gemeinde St. Gereon und Teilen des Stadtbezirks Neustadt-Nord gebildet, die jenseits der Kölner Ringe lagen. Sie bekam das Patrozinium des heiligen Alban, erhaltene oder wiederherstellbare Ausstattungsstücke und alle Rechte der alten Gemeinde übertragen, darunter auch 50 Morgen verpachtetes Ackerland in Hürth-Stotzheim.

### Der Neubau

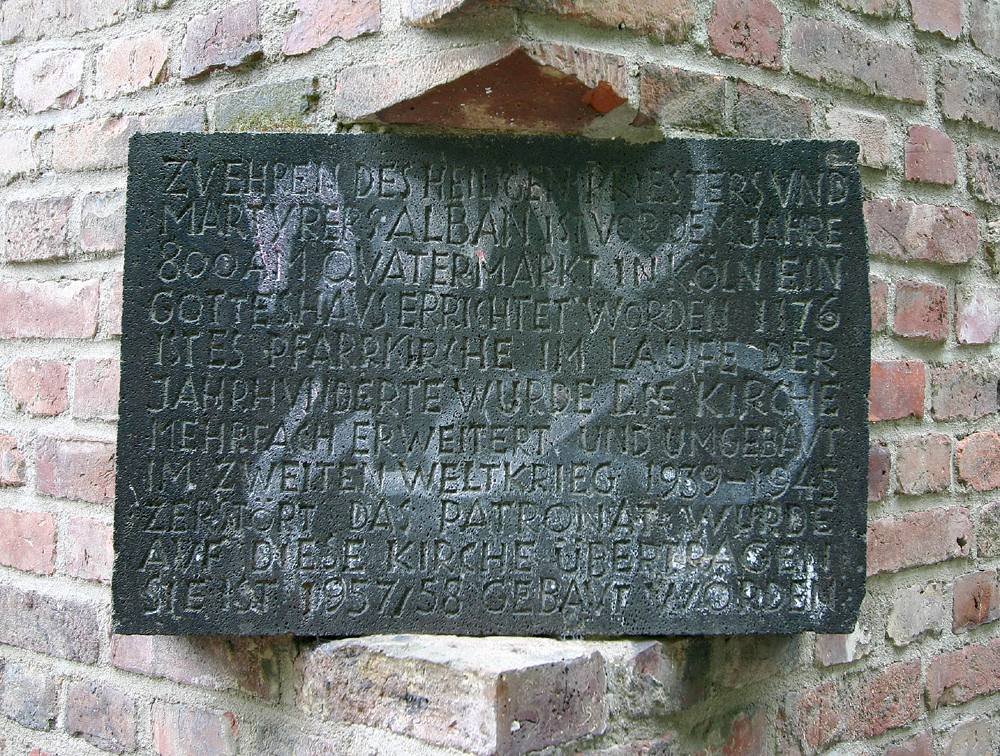
Gedenktafel zur Geschichte von Gemeinde und Kirchenbau

Treibende Kraft für diese Entwicklung war der Priester Hugo Poth († 1988), der auch erster Pfarrer der Gemeinde wurde. Als Architekt konnte Hans Schilling aus dem Architekturbüro von Karl Band gewonnen werden, von dem der Vorschlag zur Ausgestaltung der Gedenkstätte Alt St. Alban stammte. Für den Bau, bei dem das Erzbistum sehr auf die Baukosten achtete, wurden Trümmerziegel verwandt, weil diese gegenüber neuen Ziegeln um die Hälfte preiswerter waren. Diese Ziegel wurden bereits knapp; man konnte jedoch auf die Reste der zu dieser Zeit gerade abgetragenen Ruine des alten Opernhauses zugreifen.
Der erste Spatenstich für Kirche und dazugehöriges Pfarrhaus erfolgte am 21. Juni 1957, dem Festtag des Heiligen Alban. Richtfest war am 21. April 1958, die Fertigstellung wurde am 13. Dezember mit Orgelweihe und am 14. mit einer ersten Messe gefeiert. Die feierliche Konsekration durch Joseph Kardinal Frings erfolgte am 16. und 17. Juni 1959. Die Kosten des Baus inklusive Ausstattung und Orgel beliefen sich auf 396.000 DM. Damit hatte Köln eine weithin Aufsehen erregende neue Kirche.

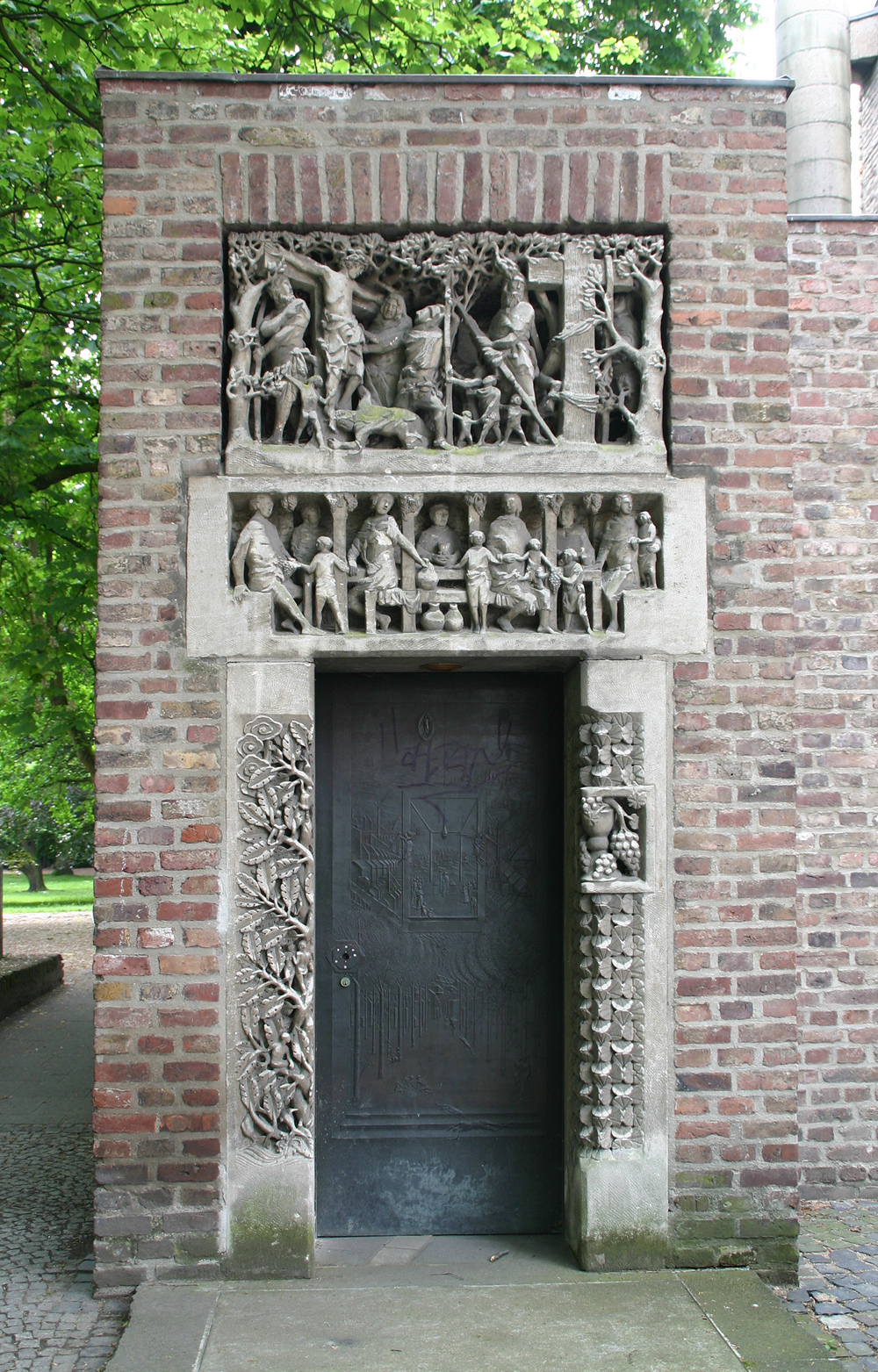
Seitenportal von Elmar Hillebrand
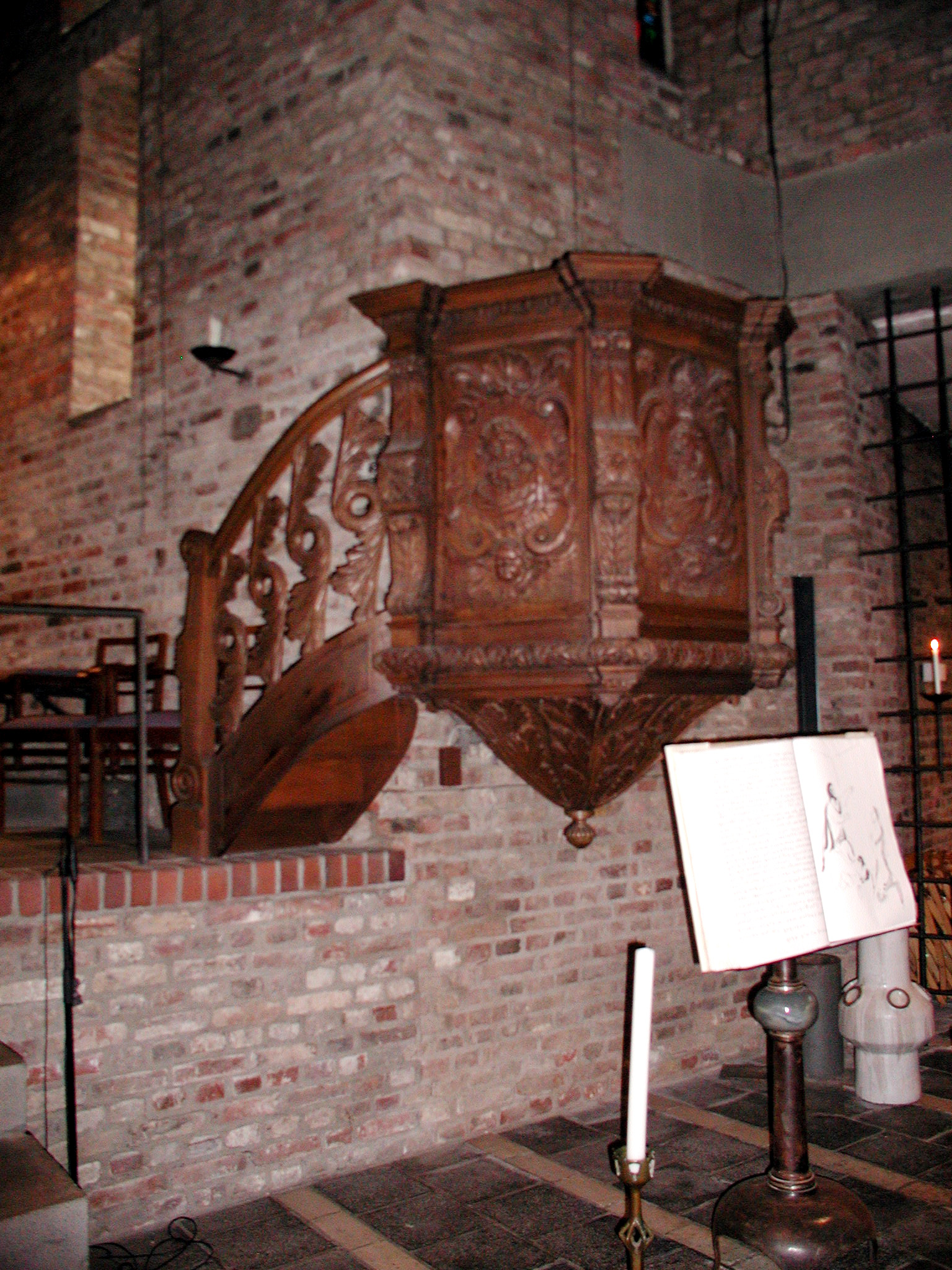
Kanzel um 1600–1630
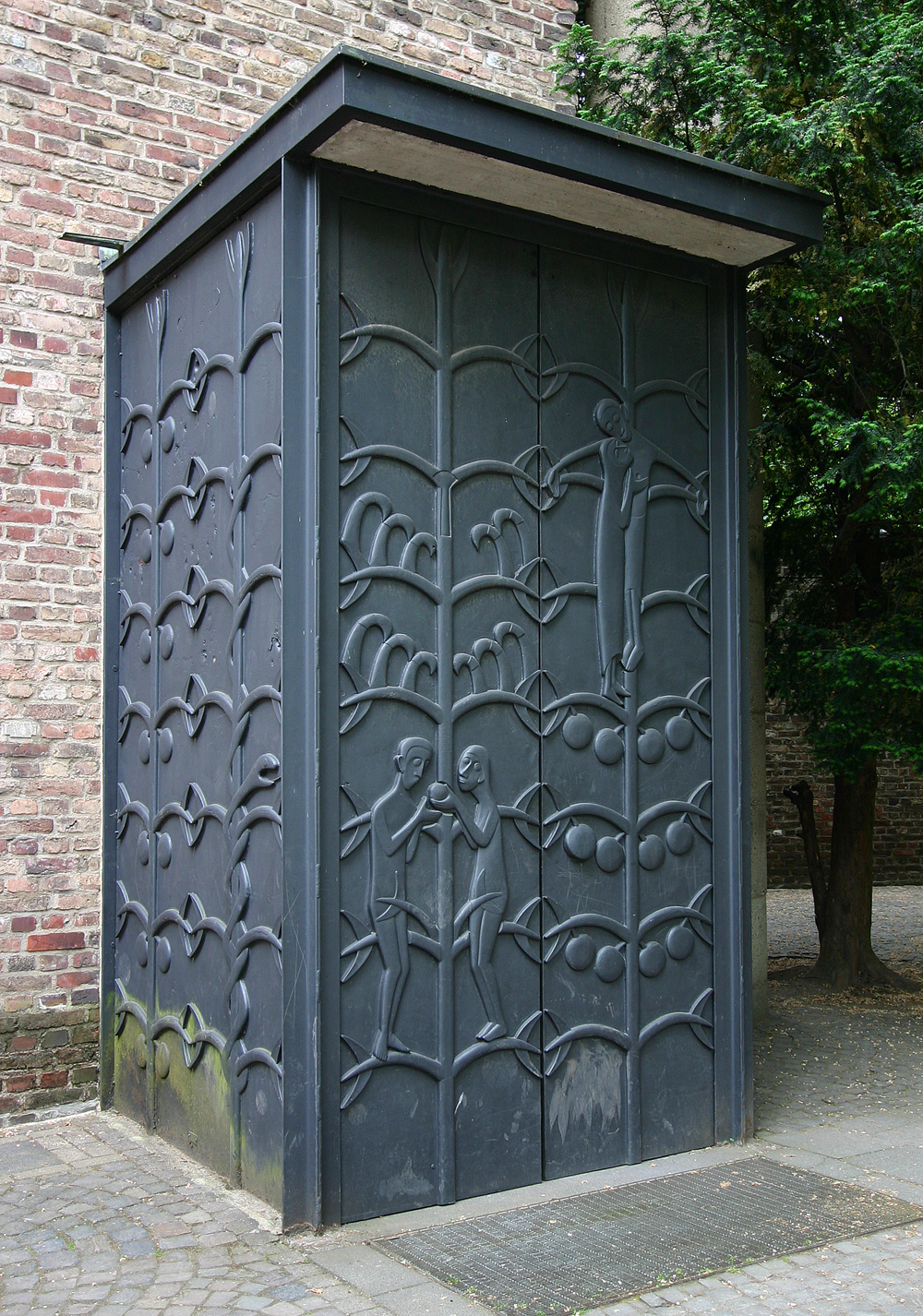
Eingangsportal
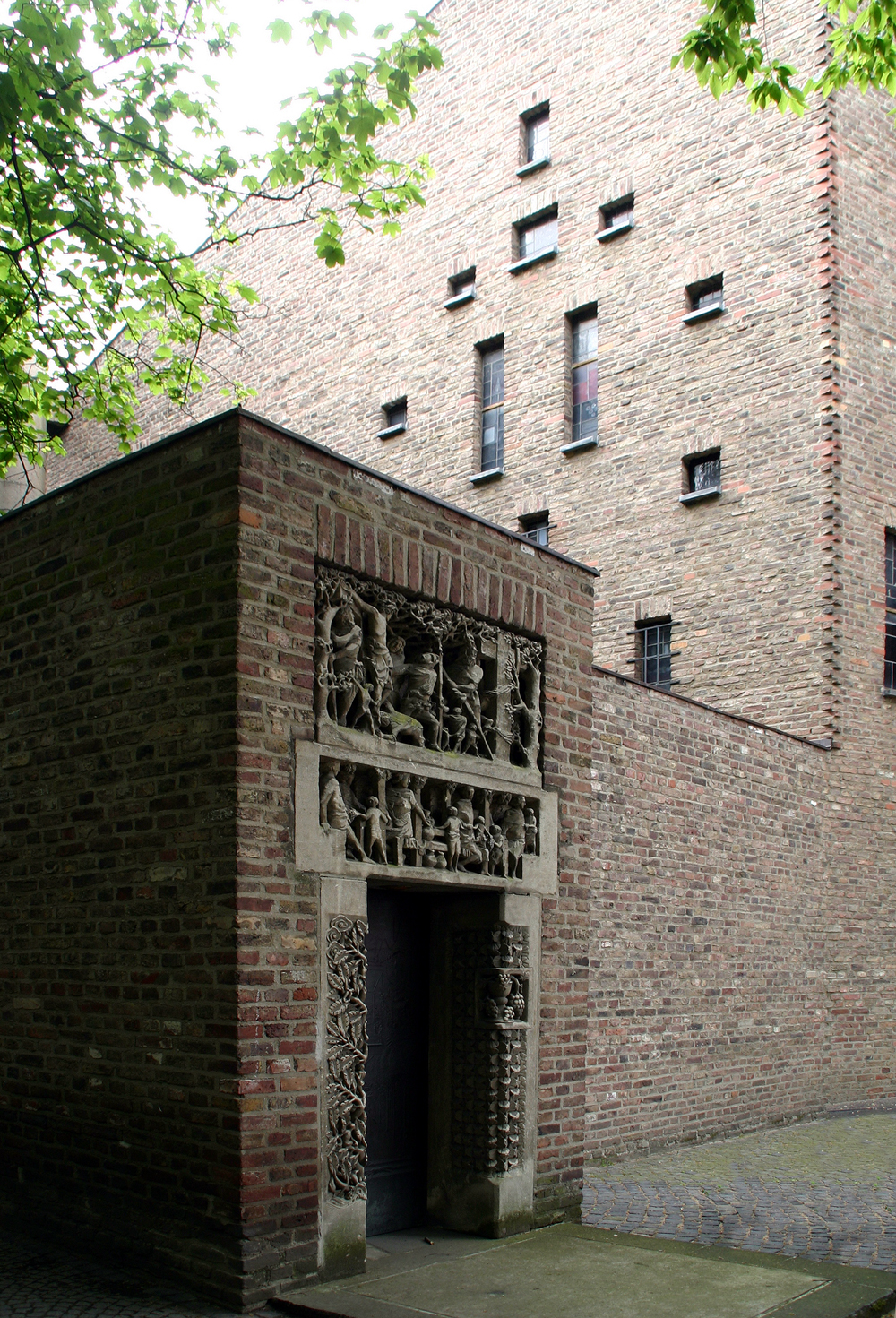
Fassadendetail mit Seitenportal

## Baubeschreibung
Die Kirche ist nach Norden ausgerichtet. Der Grundriss des Gemeinderaumes ist pentagonförmig. Bemerkenswert ist der allseitig geschlossene Raum, der nur durch schmale, irregulär angeordnete, in roten, grünen und grauen Tönen gehaltene Glasfenster (von Franz Pauli) ein anheimelndes Licht erhält. Beeinflusst wurde diese Formgebung durch die Wallfahrtskirche Notre Dame du Haut von Le Corbusier in Ronchamp (Département Haute-Saône). An der Ostseite schließt sich der etwas eingezogene, parabelförmige, 18 Meter hohe, aus dem Gemeinderaum hervorgehobene Altarraum an, der nach außen die Form eines Turms hat.
Das Kirchendach ist durch den Anstieg zur Apsis zur Mitte hin geknickt. Die Kirche ist trotz des Pentagons kein klassischer Zentralbau, aber der erhöhte Altar (Entwurf Hans Schilling) wurde mit einer Ausnahmegenehmigung des Kardinals von der Apsiswand ab und für eine Zelebrationsrichtung zur Gemeinde hin aufgestellt, wie es dann nach dem Zweiten Vatikanischen Konzil üblich wurde.

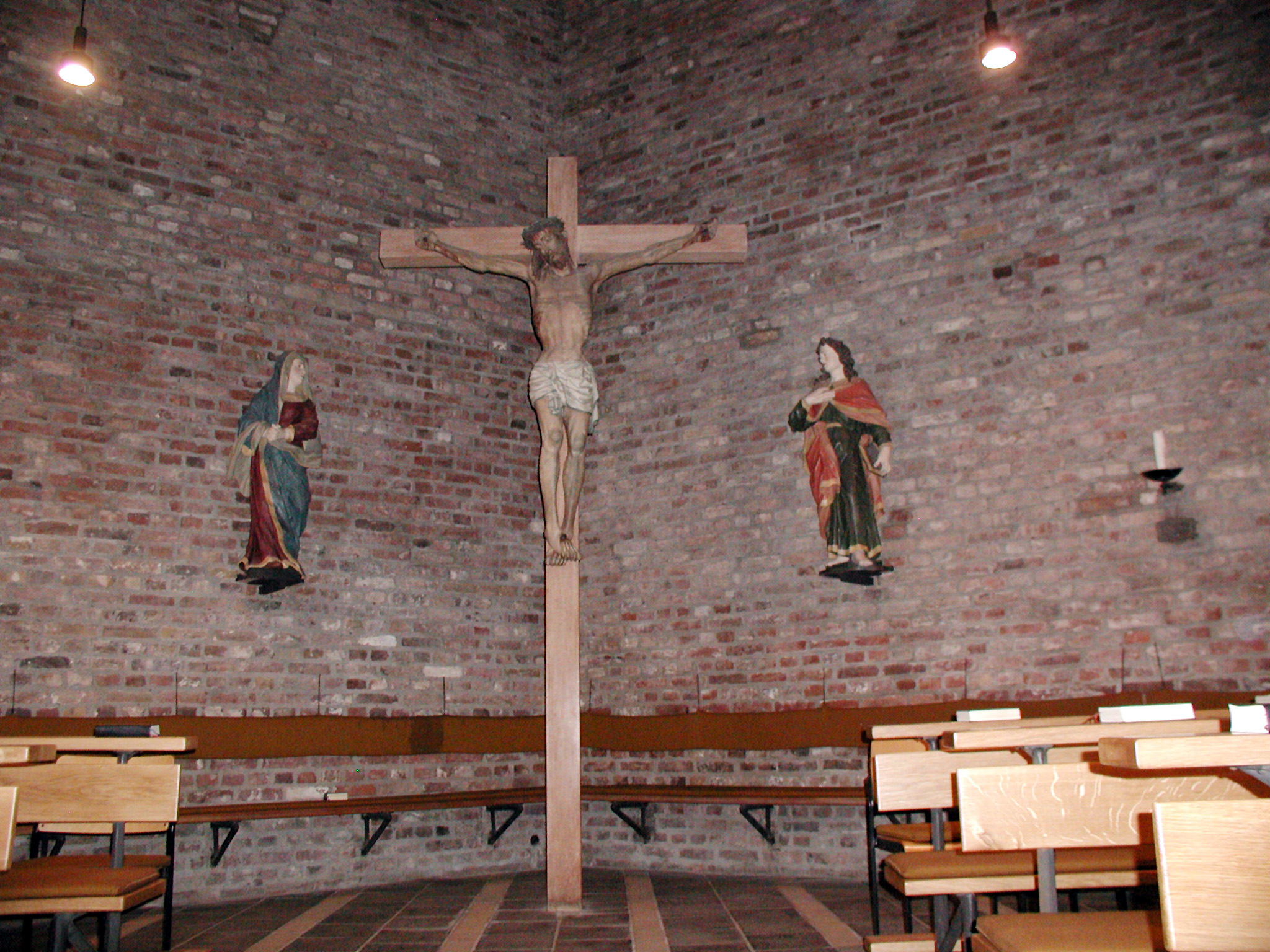
Kreuzigungsgruppe. 16. und 17. Jahrhundert
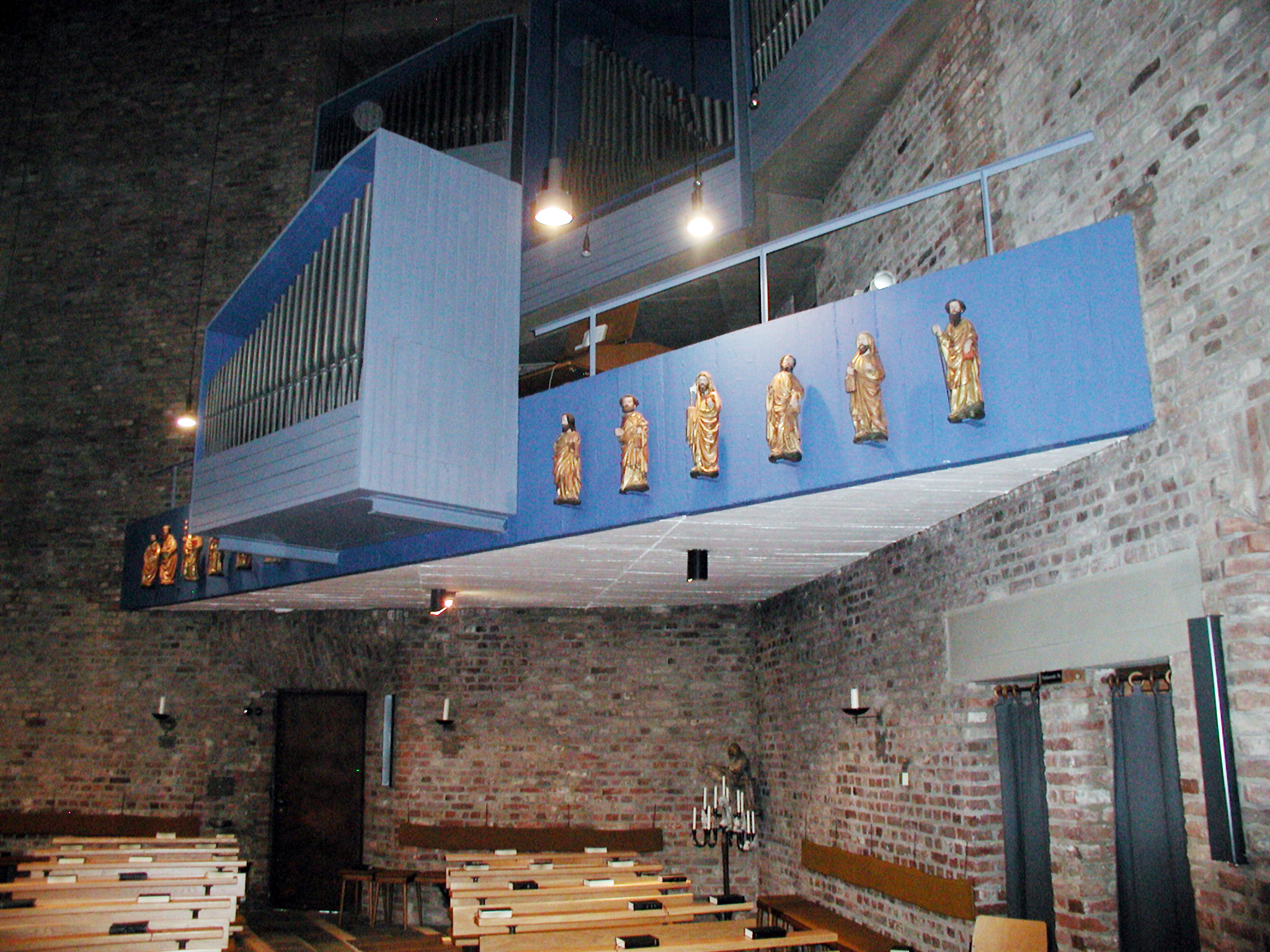
Orgelempore
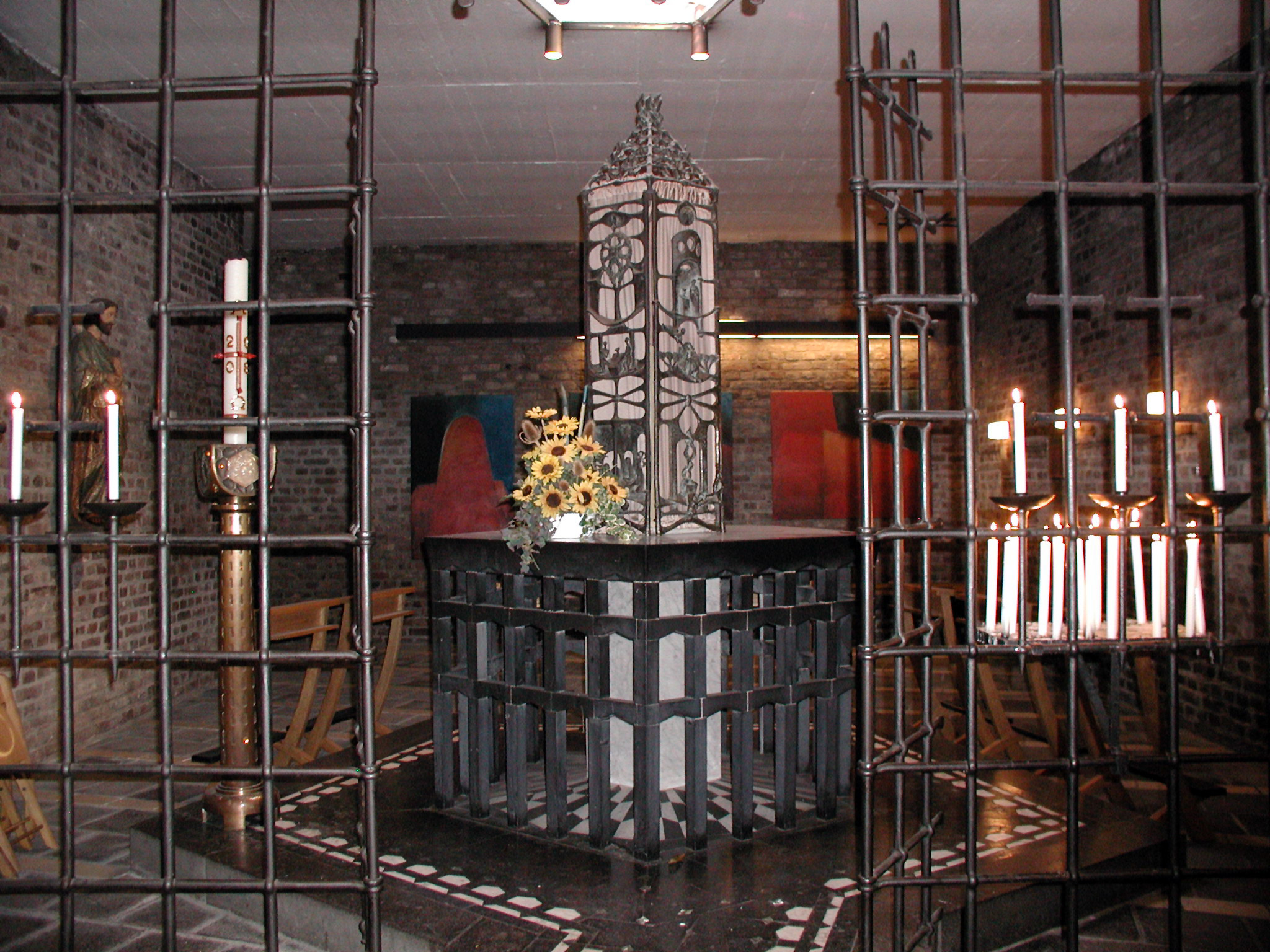
Sakramentskapelle
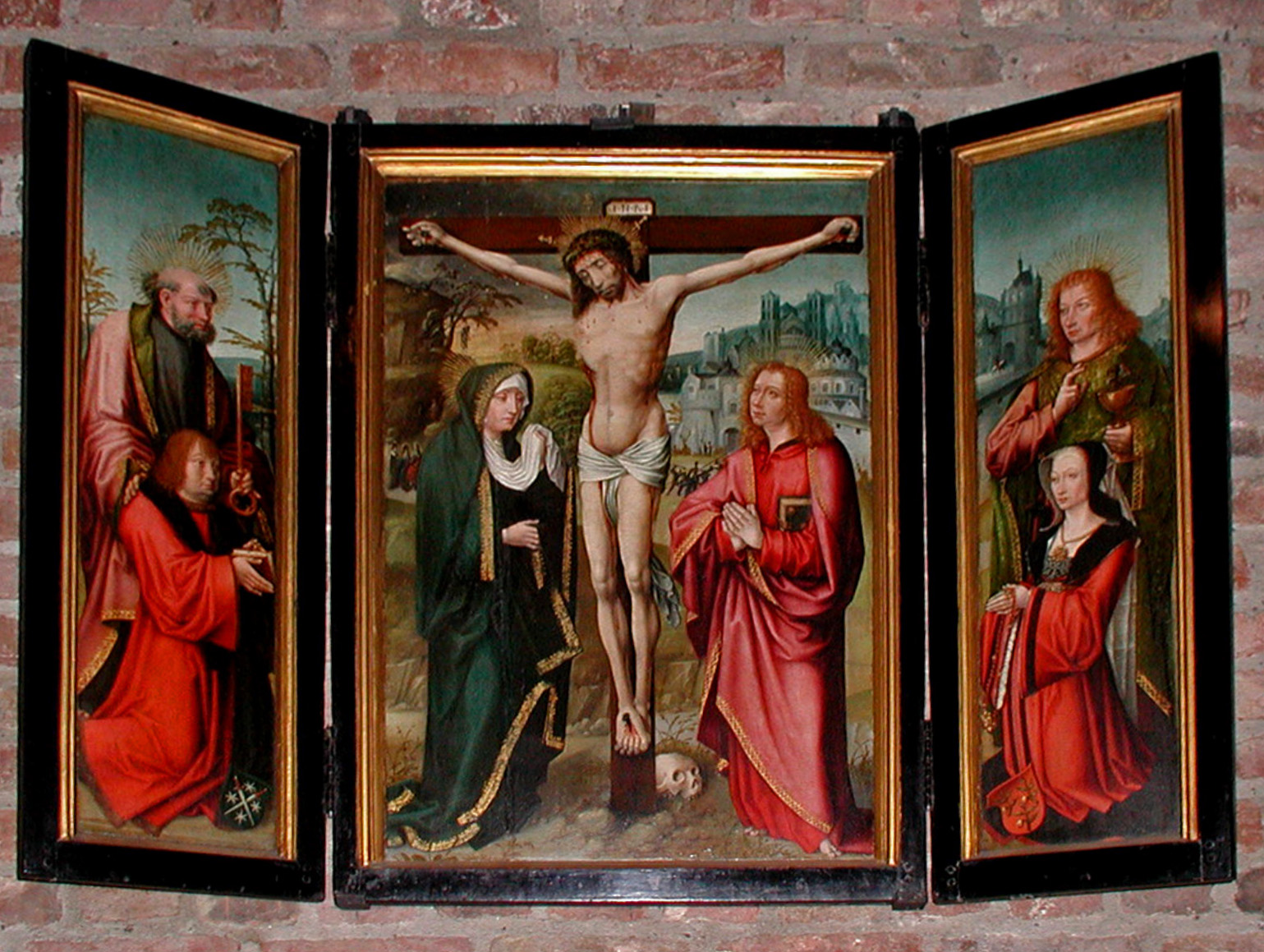
Schürenfels-Triptychon

An der Ostseite wurde eine Sakramentskapelle angebaut, deren Eingangstür von Elmar Hillebrand gestaltet wurde. Ursprünglich zum Kirchenraum offen, wurde sie auf Anregung von Kardinal Frings aus optischen und liturgischen Gründen mit einem ebenfalls von Hillebrand entworfenen Eisengitter abgetrennt. Die Orgelempore auf der linken Seite integriert Teile des Orgelprospektes in die Backsteinwand.
Unter der Kirche wurde eine Krypta als Taufkapelle hergerichtet.
Auf einen Glockenturm wurde verzichtet. Eine Glocke hängt an der Außenwand.
Die Kirche öffnet sich quasi zum Stadtpark, gelegentlich werden deshalb auch Heilige Messen im Park vor der Kirche (wie auch in Ronchamp) gehalten.

## Ausstattung

### Übernommene oder alte Stücke

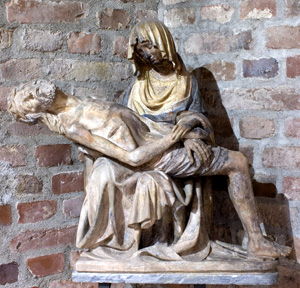
Köln St. Alban Pietà

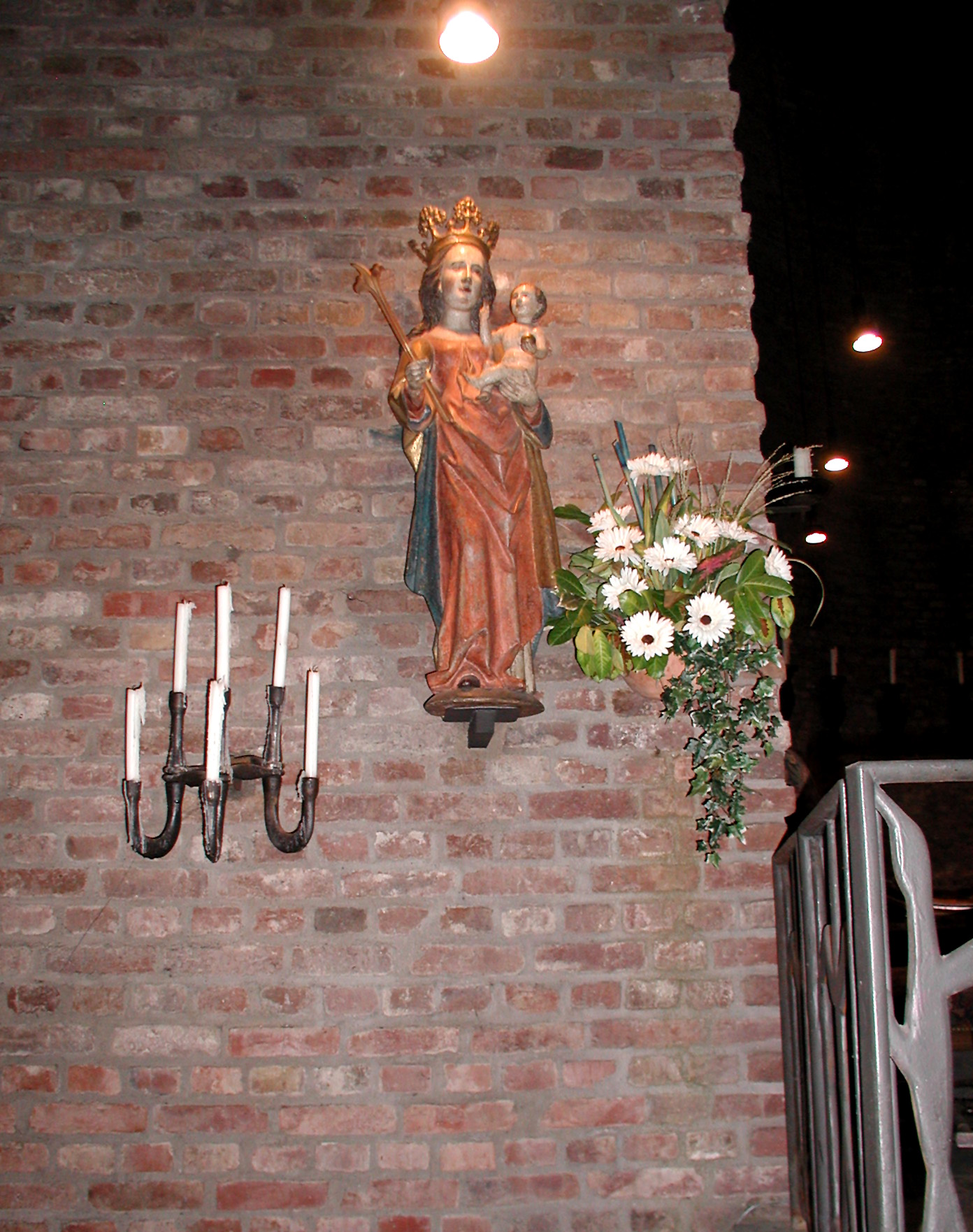
Fränkische Madonna um 1520

- Die Kreuzigungsgruppe aus dem 16. und 17. Jahrhundert gegenüber der Apsis konnte aus der alten Kirche gerettet werden.
- An der Brüstung der Orgelempore wurden zwölf Apostelfiguren, die vom Hochaltar der alten Kirche stammen, angebracht.
- Eine Pietà aus dem 15. Jahrhundert konnte aus dem Brandschutt gerettet und aus 407 Einzelteilen wieder zusammengesetzt werden. Sie steht nun unter der Empore.
- Das Triptychon von Anfang des 16. Jahrhunderts an der Westwand wurde einst vom Kölner Bürgermeister Konrad von Schürenfels gestiftet.
- Die Renaissance-Kanzel (circa 1600–1630) mit barocken Reliefs (circa 1730) konnte aus privater Hand erworben werden.
- Der Ankauf der geschnitzten Madonna aus Franken (um 1520) wurde von einem Gemeindeglied finanziert.
- Das bronzene Taufbecken in der Krypta wurde 1642 für die Kirche St. Alban hergestellt.

### Neuanfertigungen

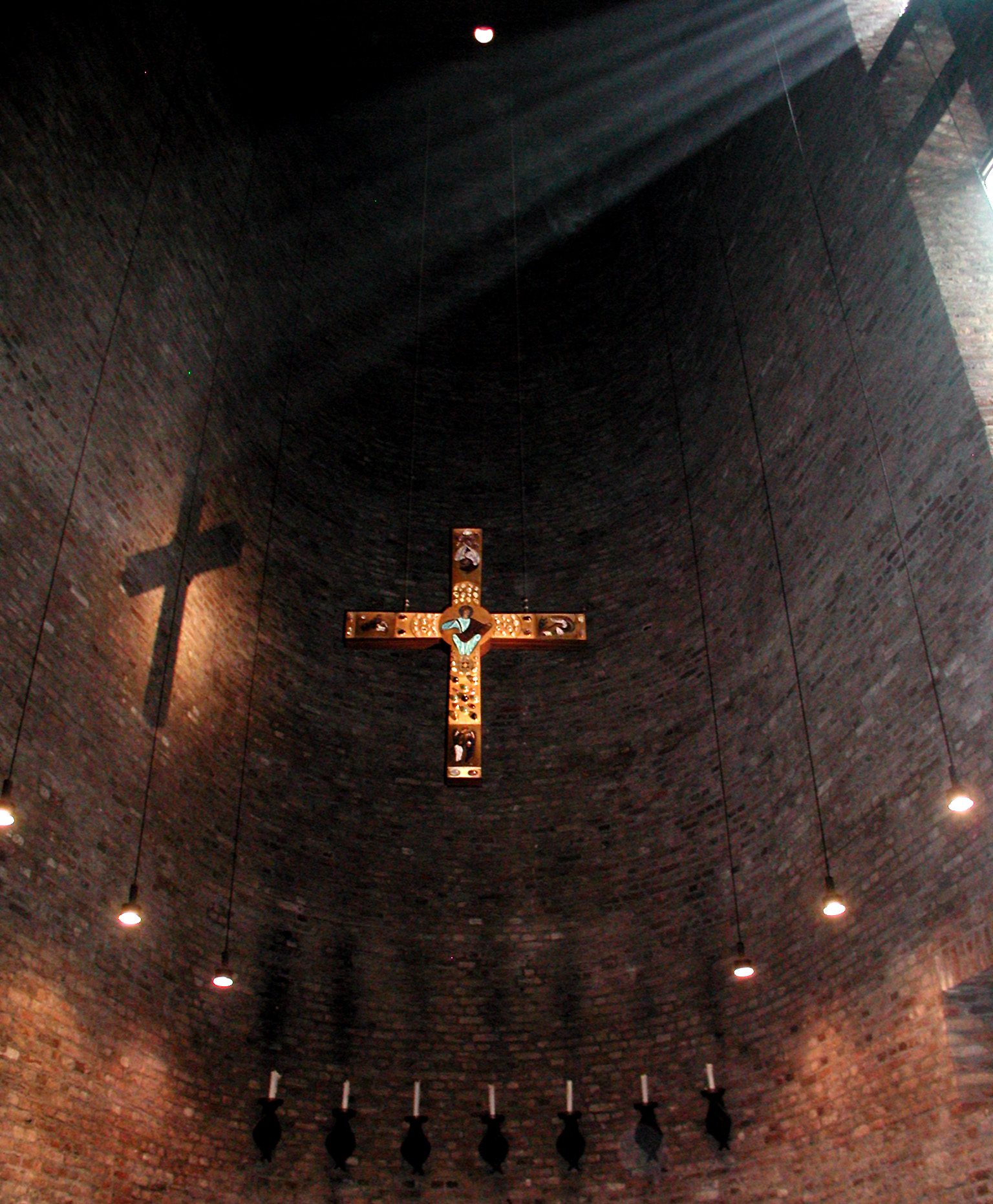
Gnadenkreuz, Entwurf von Lioba Munz und Elisabeth Treskow (Kölner Werkschulen)

- An dem in der Apsis hängenden Gemmenkreuz hat die Fuldaer Benediktinerin Lioba Munz mit fünf Gehilfinnen fünf Monate gearbeitet. Es entstand im Zusammenwirken mit Elisabeth Treskow von den Kölner Werkschulen.
- Das Ziborium in der Sakramentskapelle für den Tabernakel mit Darstellungen aus der alt- und neutestamentlichen Heilsgeschichte ist ebenfalls von Hillebrand.
- Die Haupteingangstür, die eiserne Paradiespforte, stammt, wie auch die Chorschranken, Wandleuchter im Chorraum, Apostelkreuze und -leuchter von Toni Zenz
- Auch die Wetterfahne auf dem Kirchendach, die den Heiligen Alban darstellt, stammt im Entwurf von Hillebrand.

#### Orgel
Die Orgel hat 26 Register mit Pedal und zwei Manualen und stammt aus der Werkstatt von Franz Breil in Dorsten.

#### Glocke
Im Jahre 1958 goss die Glockengießerei Petit & Gebr. Edelbrock in Gescher eine Bronzeglocke. Sie hat den Schlagton e2 und wiegt etwa 120 kg bei einem unteren Durchmesser von 579 mm. Ihre Inschrift lautet: „Et verbum caro factum est et habitavit in nobis. [Und das Wort ist Fleisch geworden und hat unter uns gewohnt.] Gestiftet von der Kölner Gewerbebank 1958“.